# Соснові ліси Багамських островів
Соснові ліси Багамських островів (ідентифікатор WWF: NT0301) — неотропічний екорегіон тропічних та субтропічних хвойних лісів, розташований на Багамських островах та на островах Теркс і Кайкос.

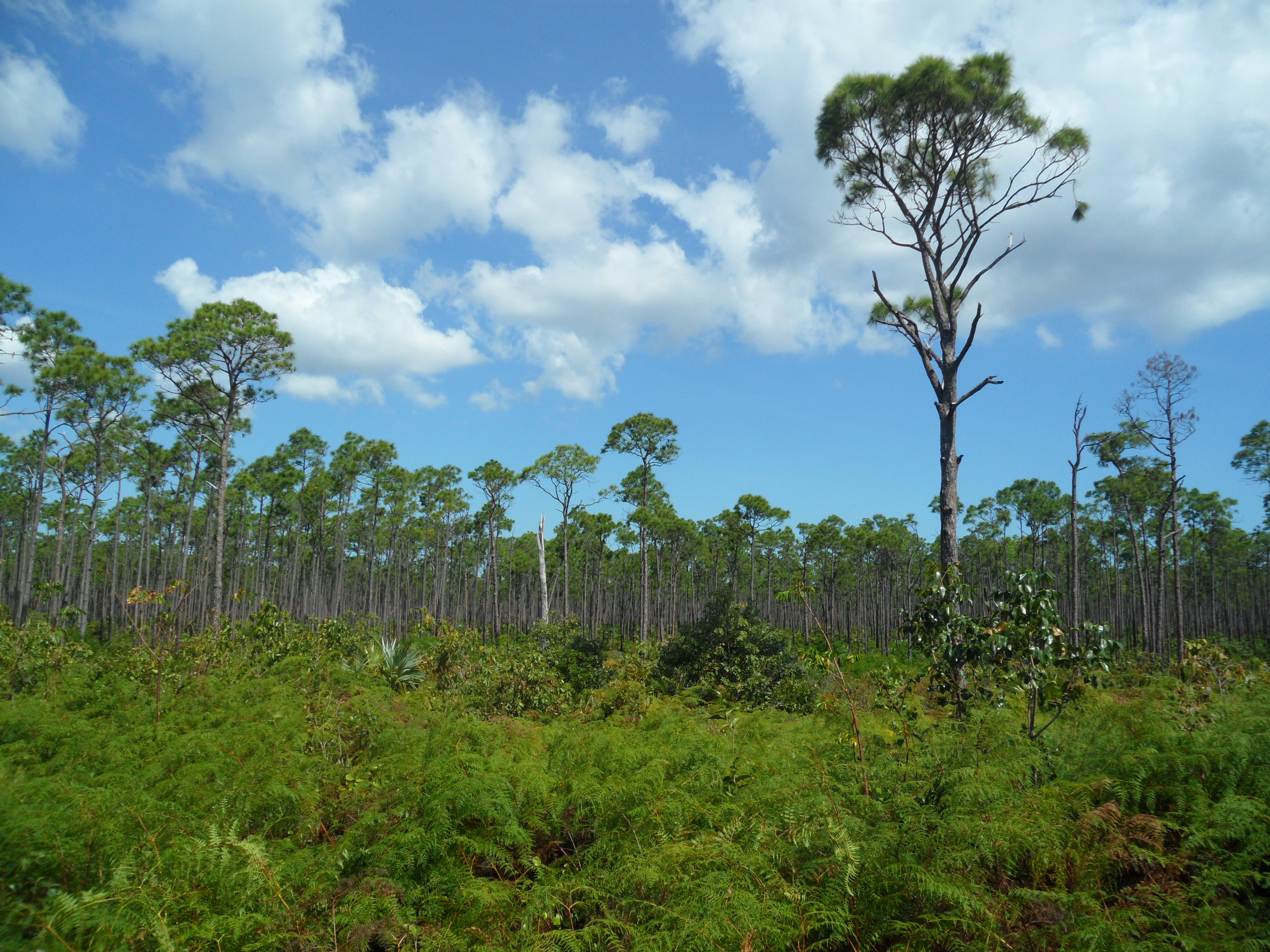
Сосновий ліс на Великому Багамі

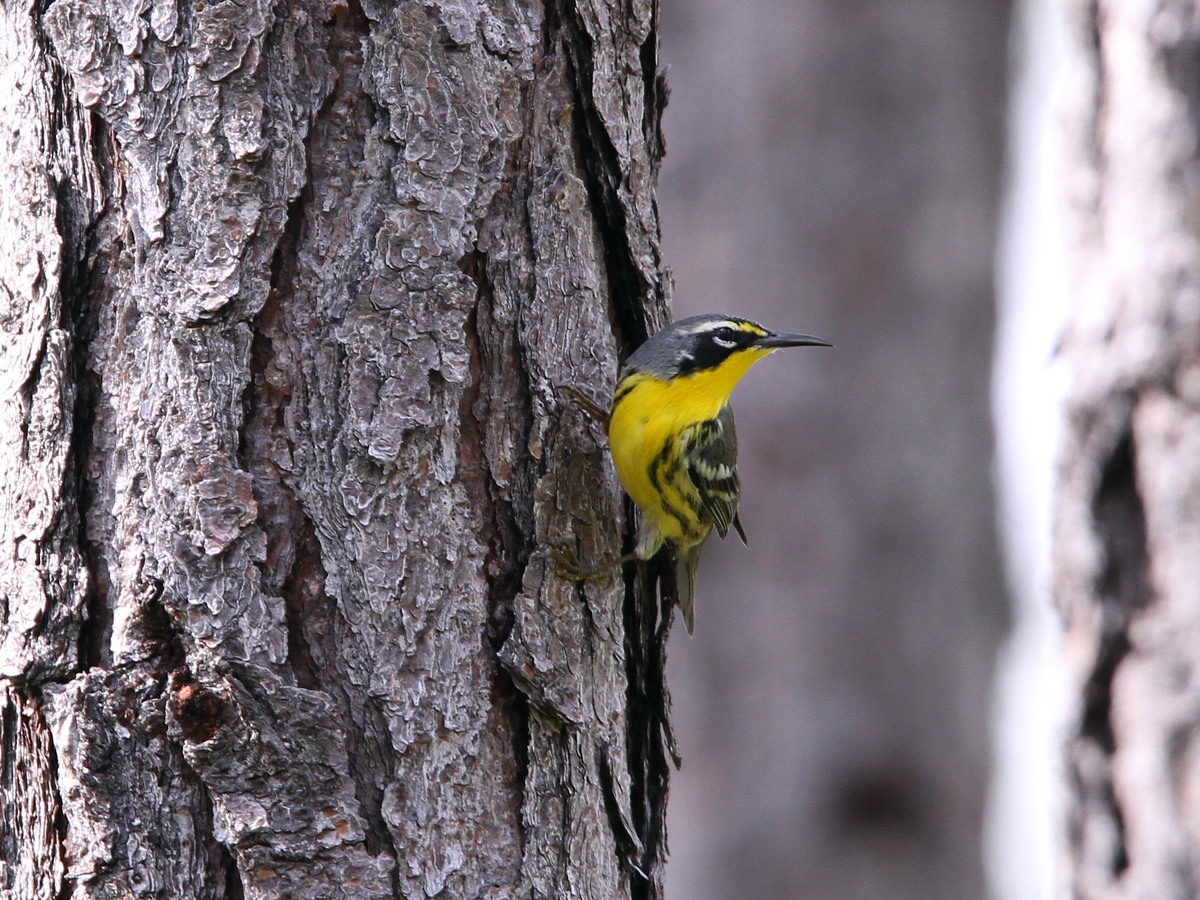
Багамський пісняр-лісовик (Setophaga flavescens)

## Географія
Екорегіон соснових лісів Багамських островів розташований на Багамському архіпелазі, який лежить у північній частині Карибів, на південний схід від Флориди та на північ від Куби. 
Багамський або Лукайський архіпелаг складається з 700 островів та близько 2400 острівців, кеїв, рифів та скель загальною площею 10 010 км², які простягаються на 800 км з північного заходу на південний схід через західну частину Атлантичного океану. Ці коралові острови є вершинами великого підводного вапнякового плато. Оолітовий вапняк, який складає основу цього плато, почав накопичуватися ще з кінця мезозою, і наразі його товщина подекуди перевищує 4,5 км.
Море навколо Багамських островів дуже мілке: в районі Великої Багамської банки його глибина становить лише 25 м. Протягом останнього льодовикового періоду, коли рівень моря був на 120 м нижчим, ніж зараз, більша частина Багамських банок була суходолом. Таким чином, сучасна площа Багамських островів становить лише невелику частину від їх доісторичної площі. Коли вапнякова платформа піднялася над водою, вона піддалася інтенсивному хімічному вивітрюванню, яке призвело до формування численних карстових печер та воронок. Коли ці воронки були затоплені океаном, утворилися мальовничі блакитні діри, найвідомішою з яких є блакитна діра Діна глибиною 202 м. Усі Багамські острови низькі та пласкі, їх висота зазвичай не перевищує 10-20 м. Найвищою вершиною Багам є пагорб Алвернія заввишки 63 м, розташований на острові Кет. Майже на кожному острові є водно-болотні угіддя, більшість з яких складається з мілководних солонуватих або солоних лагун, мангрових боліт та прибережних мулистих мілин.
На півночі Багамського архіпелагу розташована Мала Багамська банка, яка включає острів Великий Багама та острови Абако. На південь від неї розташована Велика Багамська банка, яка займає більшу частину архіпелагу. На заході цієї банки розташовані острівці Біміні, на півночі — Беррі, в центрі — острівна група Андрос, яка вважається найбільшим островом Багамських островів, а на сході — острови Нью-Провіденс, Ельютера,  Лонг-Айленд, Ексума та Раггед. На схід від Великої Багамської банки розташовані острови Кет, Рам-Кей, Сан-Сальвадор, Крукед, Аклінс, Маягуана та Інагуа.
На крайньому сході Багамського архіпелагу розташовані острови Теркс та Кайкос. Острови Теркс і Кайкос є британською заморською територією, тоді як решта Багамського архіпелагу складає Співдружність Багамських Островів, яка отримала незалежність у 1973 році.
Екорегіон соснових лісів Багамських островів охоплює частини найбільших островів Багам, розташованих у північній частині архіпелагу, зокрема частини Великого Багами, Абако, Андроса і Нью-Провіденса. Також соснові ліси зустрічаються на островах Північний Кайкос, Середній Кайкос та Пайн-Кей, які є частиною островів Кайкос. Решту Багамського архіпелагу займають екорегіони сухих лісів Багамських островів та багамських мангрів.

## Клімат
На більшій частині Багамського архіпелагу переважає саванний клімат (Aw за класифікацією кліматів Кеппена), однак на Великому Багамі, найпівнічнішому острові архіпелагу, домінує мусонний клімат (Am за класифікацією Кеппена), а на південних островах Інагуа — напівпустельний клімат (BSh за класифікацією Кеппена). З травня по жовтень в регіоні триває спекотний та вологий сезон дощів, коли часто трапляються короткі, але інтенсивні грози з громом і блискавками. З листопада по квітень триває сонячний і посушливий сухий сезон. Середня температура на Багамах становить 25 °C, а середньорічна кількість опадів — приблизно 1320 мм. З липня по жовтень в регіоні часто трапляються руйнівні тропічні циклони.

## Походження та історія
Незважаючи на те, що флора сучасних багамських соснових лісів доволі різноманітна, і що ці ліси мають надзвичайно важливе значення для багатьох місцевих та ендемічних видів, дослідження викопного пилку, зібрані у карстових воронках, показали, що соснові насадження Північних Багам мають переважно антропогенне походження. До прибуття на Багами лукайців Північні Багамські острови були вкриті сухими тропічними лісами, які складалися переважно з карибських отруйних дерев (Metopium toxiferum), гумбо-лімбо (Bursera simaruba), різноманітних євгеній (Eugenia spp.) і пасльонів (Solanum spp.), а також з різних представників родин Бобові (Fabaceae) та Пальмові (Arecaceae). У фауні Багамських островів в той час домінували плазуни: найбільшою травоїдною твариною Багам була велетенська багамська черепаха (Chelonoidis alburyorum), яка наразі вимерла, а найбільшим хижаком — кубинський крокодил (Crocodylus rhombifer), який наразі на Багамах не зустрічається. Присутність хвойних дерев, таких як сосни (Pinus spp.) та яловці (Juniperus spp.), ймовірно, в цей час була мінімальною та локалізованою.
Лукайці прибули на Багами приблизно у 830 році н.е. Після цього протягом 1-2 століть великі плазуни вимерли або були локально винищені. Між 875 і 1090 роками н.е. первісні широколистяні ліси були вирубані на дрова та спалені внаслідок підсічно-вогневого землеробства, яке застосовувалося для вирощування касави (Manihot esculenta). Внаслідок цього на великих островах почали домінувати більш відкриті ландшафти, на яких переважали бур'яни та вторинно-сукцесійні види, зокрема воскові мірики (Myrica cerifera), вест-індійські треми (Trema lamarckianum) та різні види акацій (Vachellia spp.). Дослідження викопного пилку показують, що популяція сосен значно зросла після 970 року н.е., а сучасні пірогенні соснові ліси остаточно сформувалися до 1200 року н.е. Розширення ареалу вест-індійських яловців (Juniperus barbadensis) також відбулося за рахунок сосен між 1400 і 1500 роками.
Багамські острови були першим місцем у Новому світі, куди у 1498 році прибув Христофор Колумб. Між 1510 і 1765 роками, після того, як більшість лукайців було поневолено іспанцями та вивезено на Гаїті, серія ураганів призвела до затоплення більшості низинних соснових насаджень, які перетворилися на мангрові зарості. В результаті цього соснові ліси виявилися обмеженими горбистими районами. Однак після Американської революції відбулося нове розширення соснових насаджень, коли лоялісти захопили острови та знову почали здійснювати регулярні пожежі з сільськогосподарською метою. Однак людська діяльність протягом наступних трьох століть знову призвела до зменшення площ соснових насаджень.

## Флора
У багамських соснових лісах домінують ендемічні багамські сосни (Pinus caribaea var. bahamensis). В їх підліску зустрічаються вест-індійські отруйні дерева (Metopium toxiferum), вест-індійські молочноягідники (Chiococca alba), вест-індійські бузки (Miconia bicolor), флоридські сріблясті пальми (Coccothrinax argentata), багамські табебуї (Tabebuia bahamensis), вест-індійські замії (Zamia integrifolia), пурпурові блетії (Bletia purpurea), нитчасті кассіти (Cassytha filiformis), купчасті бородачники (Andropogon glomeratus) та звичайні орляки (Pteridium aquilinum).
Соснові ліси Багамських островів залежать від регулярних пожеж. За їх відсутності сосни витісняються широколистяними деревами й кущами. Молоді багамські сосни для росту потребують великої кількості сонячного світла, що забезпечується спалюванням підліску. Коли сосни виростають, вони стають стійкими до вогню.

## Фауна
Єдиними місцевими ссавцями в екорегіоні є кілька видів рукокрилих. На Північних Багамах зустрічаються вохристі квіткоїди (Erophylla sezekorni) та листоноси Вотерхауса (Macrotus waterhousii), а на островах Кайкос — листоноси Ліча (Monophyllus redmani). На острові Нью-Провіденс мешкають багамські ракуни (Procyon lotor maynardi), однак ці тварини потрапили на Багами лише кілька століть тому завдяки людям.
Серед поширених в екорегіоні птахів слід відзначити антильську зенаїду (Zenaida aurita), багамську гілу (Melanerpes superciliaris), кубинського амазона (Amazona leucocephala), темноголового тирана (Tyrannus caudifasciatus), кубинського копетона (Myiarchus sagrae), карибського піві (Contopus caribaeus), карибського дрозда (Turdus plumbeus), соснового пісняра-лісовика (Setophaga pinus) та антильську танагру (Spindalis zena). Щороку з Північної Америки на Багами мігрує багато перелітних птахів, зокрема дуже рідкісні мічиганські пісняри-лісовики (Setophaga kirtlandii).
Майже ендемічними представниками екорегіону є кубинські колібрі-смарагди (Riccordia ricordii) та кубинські пісняри-лісовики (Setophaga pityophila), які окрім соснових лісів Північних Багам, зустрічаються також на Кубі, а також багамські колібрі-аметисти (Nesophlox evelynae) та багамські трупіали (Icterus northropi), які окрім соснових лісів, зустрічаються також в сухих тропічних лісах Багамського архіпелагу. Ендеміками екорегіону є багамські білозорки (Tachycineta cyaneoviridis), багамські повзики (Sitta insularis) та багамські пісняри-лісовики (Setophaga flavescens), які зустрічаються лише у соснових лісах Північних Багамських островів. Раніше на острові Нью-Провіденс зустрічалися ендемічні винногруді колібрі-смарагди (Riccordia bracei), однак вони вимерли наприкінці XIX століття.
Серед поширених в екорегіоні плазунів слід відзначити блакитну ігуану (Cyclura lewisi), рифового гекона (Sphaerodactylus notatus), еспаньйольського стрункого аноліса (Anolis distichus), багамського полоза (Cubophis vudii), багамського удава (Chilabothrus strigilatus) та північно-багамського удава (Chilabothrus exsul).

## Збереження
Масштабна вирубка соснових насаджень у XX столітті, яка додатково супроводжувалася поширенням інвазивних видів, таких як хвощелисті казуарини (Casuarina equisetifolia), призвела до скорочення площі багамських соснових лісів. Зміни клімату призвели до збільшення частоти руйнівних ураганів; особливо великої і тривалої шкоди нанесли сосновим лісам урагани Френсіс, Жанна і Доріан. Ендемічні багамські повзики (Sitta insularis), ймовірно, вимерли у 2019 році внаслідок знищення їх оселищ ураганами Метью і Доріан; популяція багамських трупіалів (Icterus northropi) з острова Абако також вимерла в 1990-х роках після урагану Ендрю. Існують докази того, що тропічні листяні ліси, які раніше вкривали більшу частину Багамського архіпелагу, набагато стійкіші до руйнівних наслідків ураганів, ніж соснові ліси. Особлива вразливість соснових насаджень до екстремальних кліматичних умов може бути обумовлена їх антропогенним походженням.
Оцінка 2017 року показала, що 1191 км², або 22 % загальної площі екорегіонів соснових лісів Багамських островів та сухих тропічних лісів Багамських островів, є заповідними територіями. Основними природоохоронними територіями екорегіону є Національний парк Абако, який охороняє найбільший масив соснових лісів на Багамах, а також Лукайський національний парк на Великому Багамі та Національний парк Вест-Сайд на Андросі.